# نيكولاس سانشيز (لاعب كرة قدم أرجنتيني)
نيكولاس سانشيز (بالإسبانية: Nicolás Sánchez)‏ هو لاعب كرة قدم أرجنتيني في مركز الوسط، ولد في 27 مايو 1997 في مدينة بيكار في الأرجنتين. لعب مع نادي أتليتكو للبنين ‏.

## وصلات خارجية
- نيكولاس سانشيز (لاعب كرة قدم أرجنتيني) على موقع قاعدة بيانات كرة القدم.إي يو (الإنجليزية)
- نيكولاس سانشيز (لاعب كرة قدم أرجنتيني) على موقع Soccerway.com (الإنجليزية)